# Transports au Qatar

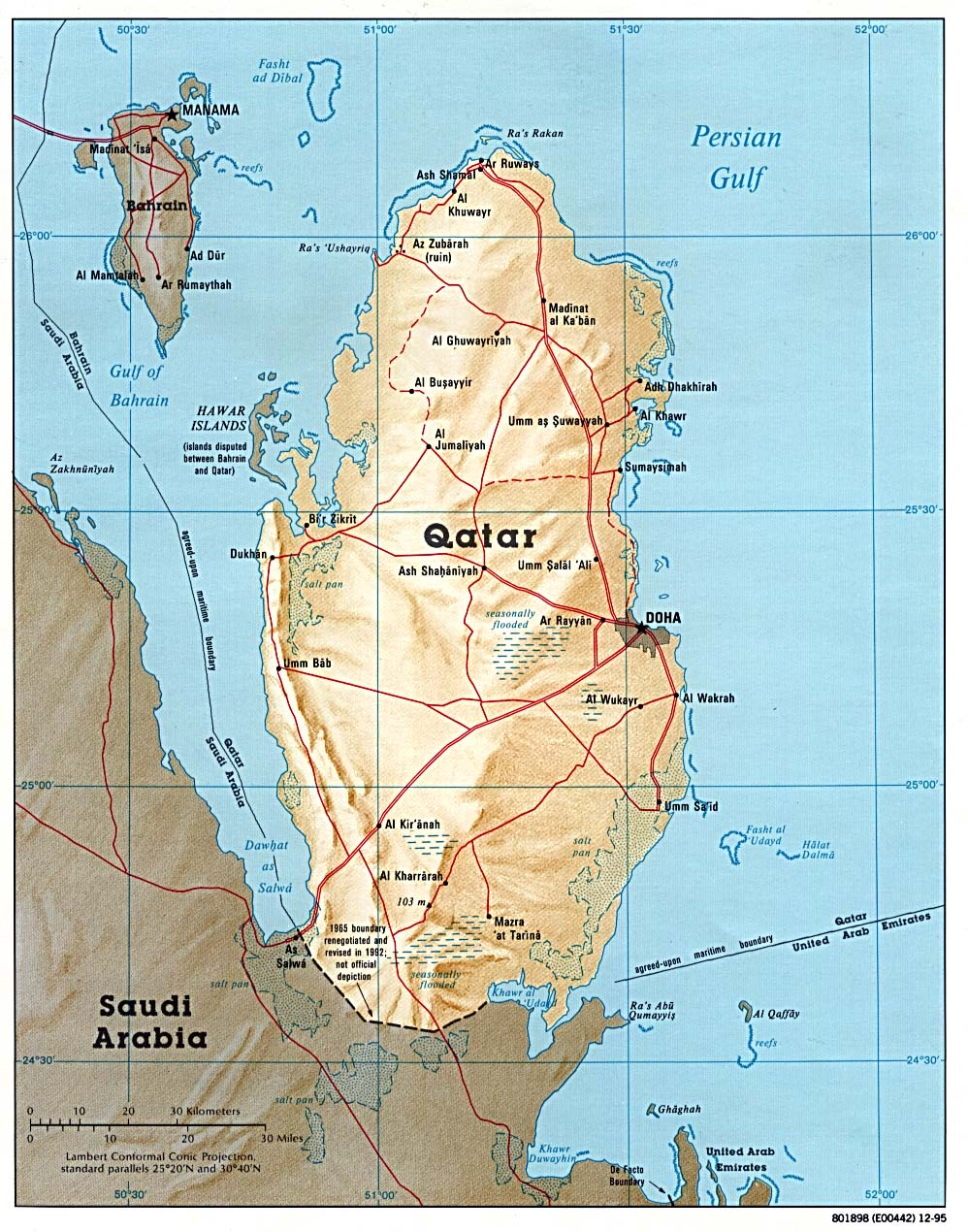
Principales routes du Qatar

Cet article décrit les différents moyens de transport au Qatar.

## Transports publics

Plan du métro de Doha

Un tramway est en cours de construction à Lusail
En 2002, le gouvernement a lancé Mowasalat (marque « Karwa »), une compagnie 100% publique dont l'objet est de s'assurer de la fourniture de moyens de transports terrestres. Auparavant, 3 000 taxis privés circulaient au Qatar.
Un ensemble de bus publics couvrent la majorité des destinations du Qatar.
La capitale Doha dispose d'un réseau de métro. Il reliera les différents quartiers de la ville et sera relié au métro de Doha.

## Transport routier
Le pays dispose de 1 230 km de routes dont 1 100 sont goudronnées.
Le pays participe au réseau routier du Mashreq Arabe.
Le pays a mis en place une sécurité routière qui a progressé ces dernières années avec une mortalité de 7,3 par 100 000 habitants en 2019.

## Transport maritime

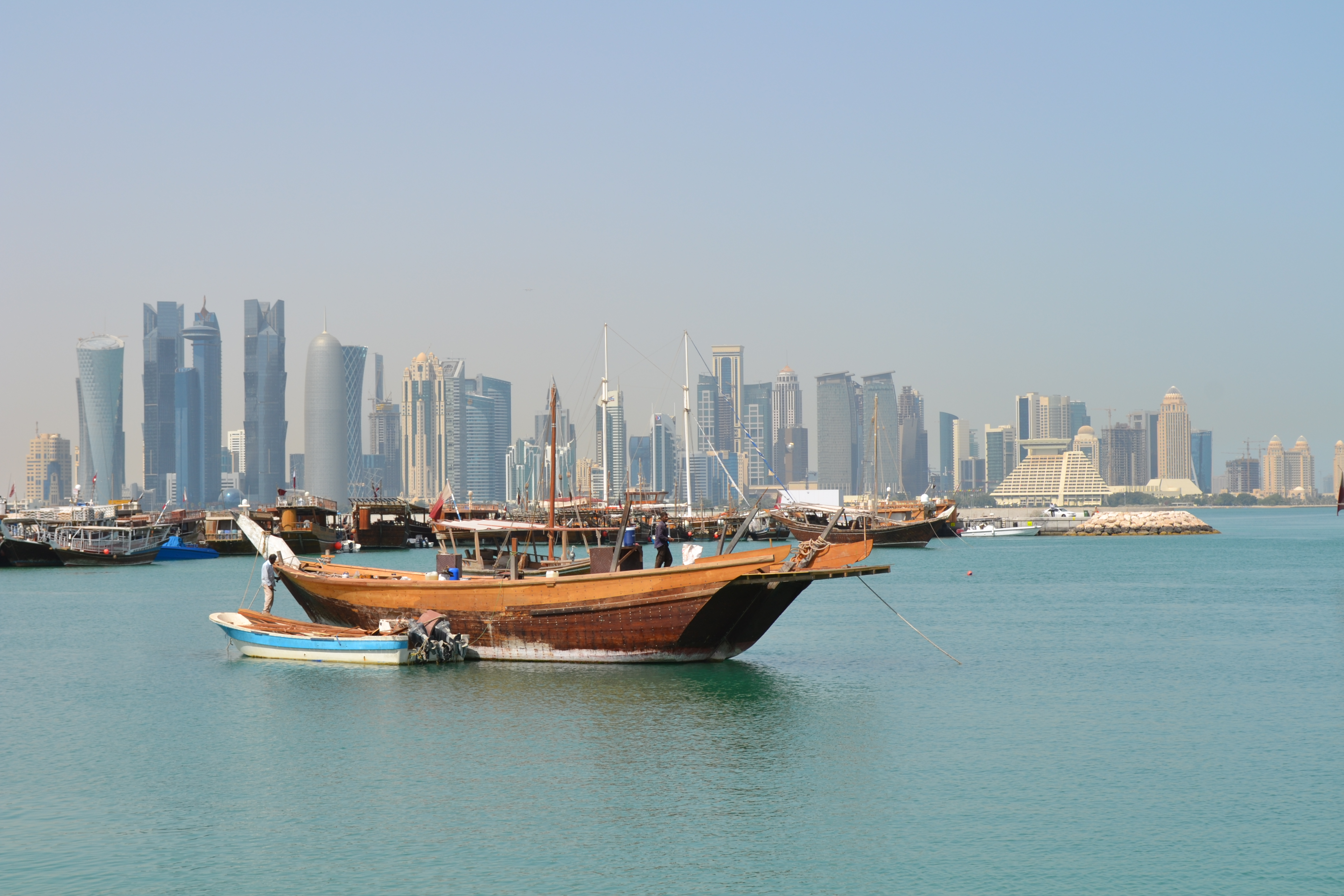
Port de Doha.

La production et le transport du gaz liquéfié est une des principales sources de revenu de l'émirat, qui a investi dans les infrastructures de transport afin de maîtriser la chaîne logistique. Les plus gros navires méthaniers sont exploités par la Qatar Gas Transport Company.
Les principaux ports sont Doha, Halul Island (en), Umm Sa'id (en) et Ras Laffan.
Le 5 septembre 2017, le Qatar inaugure officiellement le port Hamad (en), d'un coût de 7,4 milliards de dollars et d'une capacité de stockage de 1,7 million de tonnes de marchandises et d'un million de tonnes de céréales, qui est située sur la côte sud-est du Qatar, à environ une heure de route de Doha. Cette inauguration intervient dans un contexte de Crise diplomatique du Qatar avec l'Arabie saoudite, les Émirats arabes unis, Bahreïn et l'Egypte.

## Transport ferroviaire
Il n'y a pas de réseau ferroviaire significatif au Qatar; seul l'Aéroport international Hamad dispose d'un système de transit par train.
Une compagnie a été créée en 2008 afin de développer un réseau, en partenariat avec les Allemands.

## Transport aérien
Dans la stratégie d'investissements du Qatar, le transport aérien a été un des premiers secteurs développés.
La compagnie nationale est Qatar Airways. L'aéroport international de Doha a été remplacé par l'aéroport international Hamad en 2014.